# Sabethes ortizi
Sabethes ortizi is een muggensoort uit de familie van de steekmuggen (Culicidae). De wetenschappelijke naam van de soort is voor het eerst geldig gepubliceerd in 1961 door Vargas & Diaz Nájera.